# Francesco Giuntini

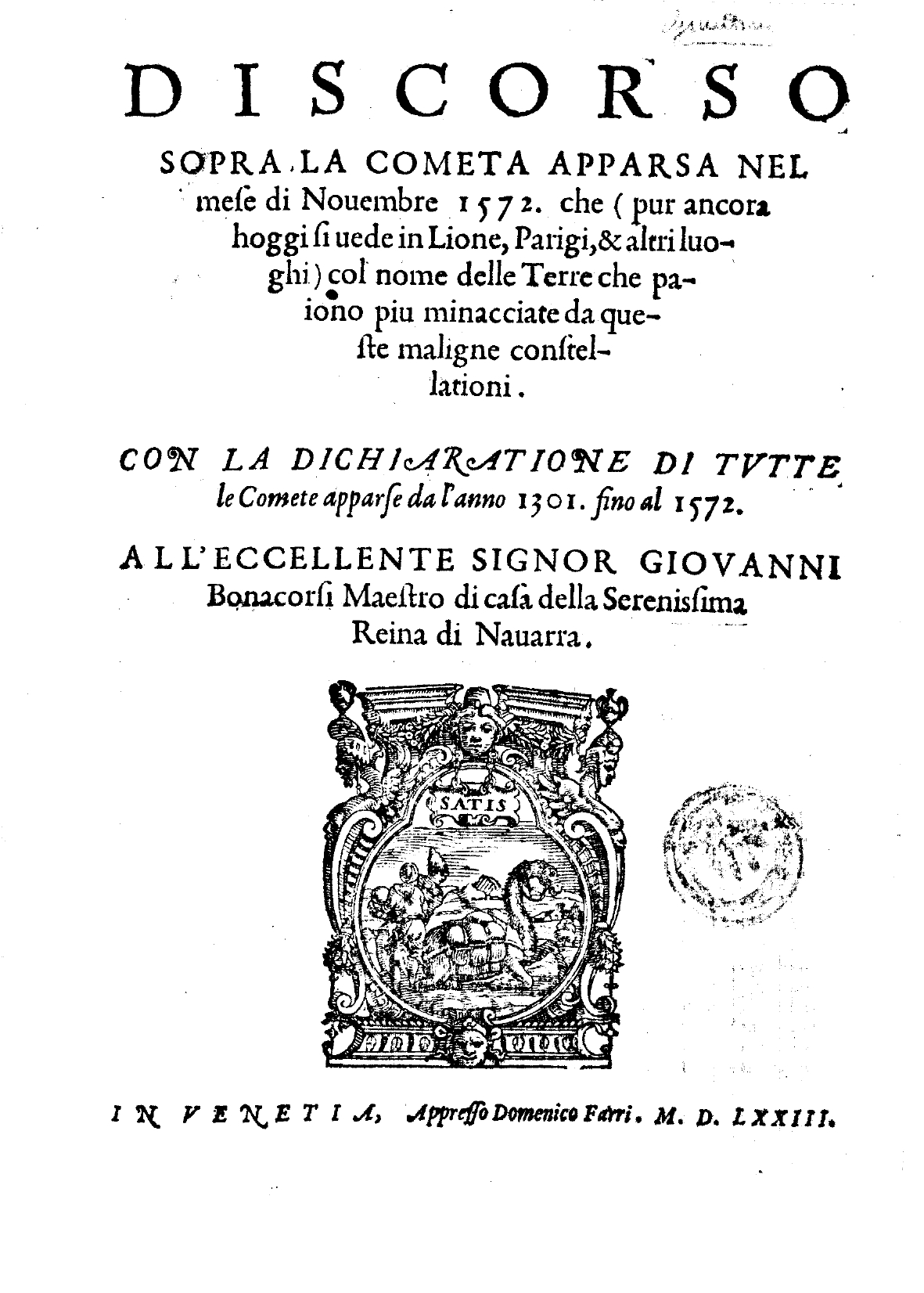
Discorso sopra la cometa apparsa nel mese di novembre 1572, 1573

Francesco Giuntini, ou Francesco Junctinis, (né en 1523 à Florence et mort en 1590), est un carmélite, docteur en théologie et astrologue, qui passa l'essentiel de sa vie à Lyon.

## Œuvres
- (la) Speculum astrologiae, Lyon, Philippe Tinghi, 1573 (lire en ligne)
- (la) Commentaria in Sphaeram Ioannis de Sacro Bosco, vol. 1, Lyon, Philippe Tinghi, 1578 (lire en ligne)
- (la) Commentaria in Sphaeram Ioannis de Sacro Bosco, vol. 2, Lyon, Philippe Tinghi, 1577 (lire en ligne)
- (la) Discorso sopra la cometa apparsa nel mese di novembre 1572, Venezia, Domenico Farri, 1573 (lire en ligne)